# Philharmonischer Chor Bochum
Der Philharmonische Chor Bochum, bis 8. Juni 1970 Städtischer Musikverein Bochum genannt, ist ein aus Laiensänger und -sängerinnen bestehender gemischter Bochumer Chor mit einer mehr als 150-jährigen Geschichte. Der Chor, der etwa vier bis fünf Konzerte im Jahr gibt, tritt als Chor der Bochumer Symphoniker und der Stadt Bochum in Erscheinung. Seit der Konzertsaison 2019/2020 leitet die Dirigentin und Chorleiterin  Magdalena Klein den Chor.

## Geschichte

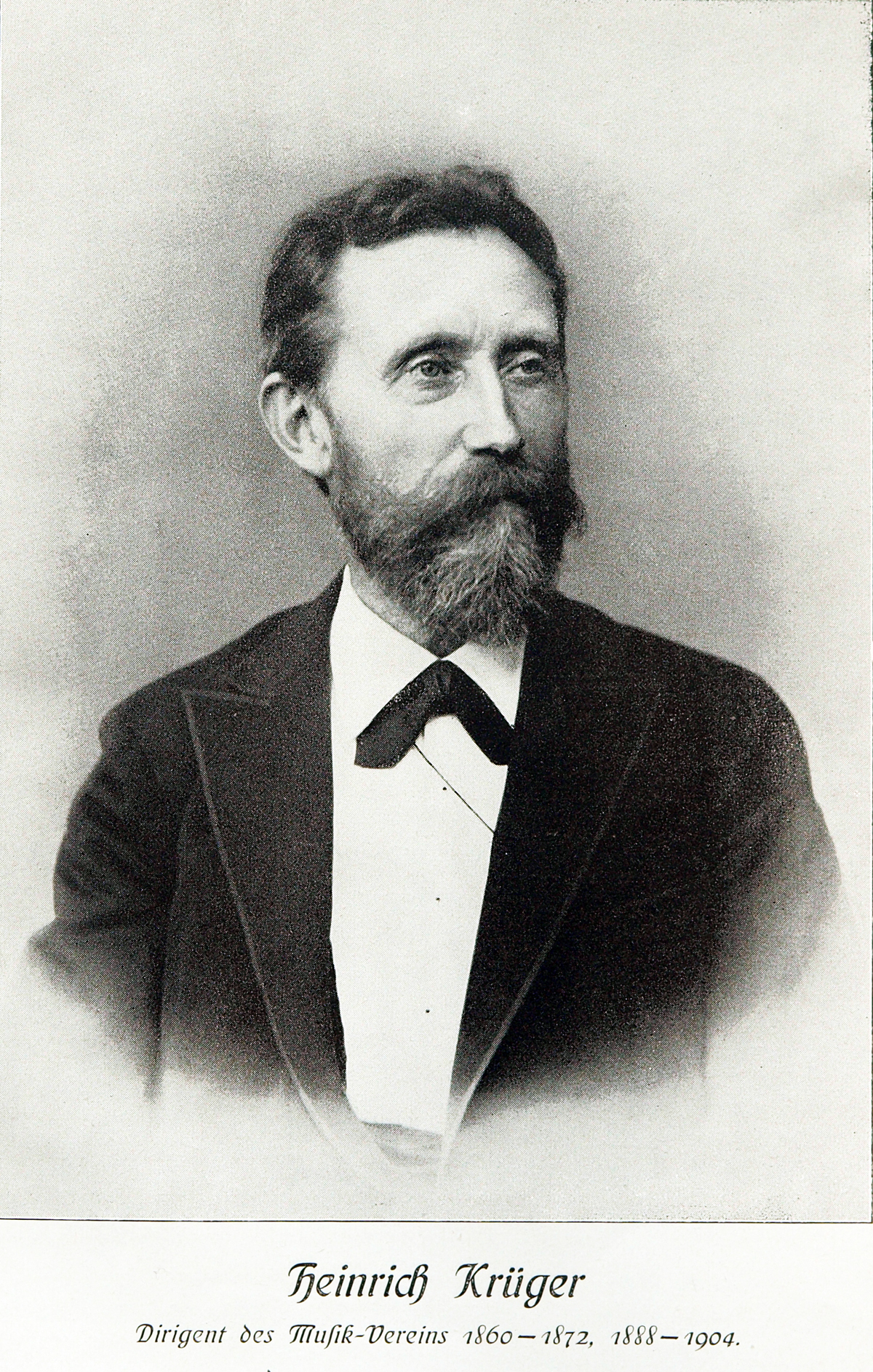
Heinrich Krüger

Die Wurzeln des Chors liegen in dem am 4. Januar 1860 unter der Leitung des Bochumer Gesanglehrers Heinrich Krüger gegründeten Musikvereins. Nach einigen Vorbereitungen, die bereits ab dem 21. Dezember 1859 stattfanden, fanden anfangs Mitglieder aus "besseren Kreisen", wie sie in amtlichen Berichten genannt wurden, zusammen und bildeten einen Gesangverein für einen gemischten Chor. Den Namen Musikverein gab sich der Verein aber erst im Jahre 1887. Bis zu diesem Zeitpunkt nannte sich der Verein schlicht Gesangverein. Das Interesse an dem Verein war seinerzeit derart groß, dass ab seiner Gründung der Chor mit einer Stärke von 70 bis 80 Sängern und Sängerinnen auftreten konnte.
Trotz anfänglicher fehlender finanzieller Unterstützung organisierte der Verein Chor- und Orchesterkonzerte, wobei zu der Zeit Bochum lediglich über eine kleine aus Berufsmusikern gebildete "Städtische Kapelle" verfügte, dessen Mitglieder zudem auch noch häufig wechselten. Auch führte der Verein seine Konzerte anfangs noch in Sälen von Gastwirtschaften auf, was ein gut zahlendes Publikum nicht gerade anzog. Erst ab 1905 bekam der Musikverein regelmäßig Zuschüsse zu Konzerten, wodurch dann schließlich auch die Aufführungen professioneller gestaltet werden konnten. Im Winter 1908/1909 veranstaltete der Musikverein seine ersten sogenannten Volkskonzerte, um auch Mitbürgern mit geringen finanziellen Mitteln Zugang zu guter Musik zu verschaffen, wie man es damals nannte (Eintritt 50 Pfennig). Zum 50-jährigen Bestehen des Musikvereins Bochum gab der Verein dann vom 23. April 1910 an ein zweitägiges Jubiläumskonzert.
Unter dem Musikdirektor Arno Schütze erreichte der Chor des Vereins zeitweise eine Stärke von 220 Mitgliedern, kam aber trotz finanzieller Unterstützung durch den damaligen Magistrat der Stadt Bochum nicht aus dem Defizit heraus. Nachdem das im April 1919 neu gegründete Städtische Orchester Bochum die Abonnementsreihe des Musikvereins übernommen und am 20. Mai 1919 sein erstes Konzert gegeben hatte, übernahm der Magistrat schließlich die finanziellen Risiken des Vereins und stellte am 1. Juli 1922 den nun in Städtischer Musikverein Bochum umbenannten Musikverein unter die künstlerische Leitung des damaligen Bochumer Generalmusikdirektors Rudolf Schulz-Dornburg. Der Chor selbst durfte seine demokratische Selbstverwaltung behalten. 1926 übernahm der überzeugte Nationalsozialist Leopold Reichwein die Leitung des Bochumer Orchesters und des Chors. Nach der Machtübernahme durch die Nationalsozialisten im Jahr 1933 verfügte der Chor des städtischen Musikvereins 1935 zu seinem 75-jährigen Jubiläum nur noch über rund 120 Mitglieder.
Direkt nach Ende des Zweiten Weltkriegs übernahm der Dirigent Hermann Meißner die musikalische Leitung des Chors, gefolgt von Franz Paul Decker und ab 1964 von Yvon Baarspul. Unter Baarspul allerdings litt der Chor und stand vor seiner größten Herausforderung. Baarspul kritisierte die Überalterung des Chors und bemängelte seine sängerischen Qualitäten. Auch legte er einzelnen Mitglieder den Austritt aus dem Chor nahe, was allerdings dazu führte, dass der Vorstand des Chors seine Ämter niederlegte. Der Chor verlor während der Streitigkeiten mit dem Dirigenten einen Teil seiner Mitglieder und befand sich dadurch kurz vor seiner Auflösung.
Erst nachdem Othmar Mága 1970 die Leitung der Symphoniker und des Chors übernommen hatte, kehrte wieder Ruhe in den Verein ein. Auf Bestreben von Mága – die Bezeichnung „Musikverein“ sei undefiniert und „städtisch“ und sei im kulturellen Bereich kein schönes Wort – wurde der Chor am 8. Juni 1970 schließlich in Philharmonischer Chor Bochum umbenannt, auch mit dem Anspruch, die Qualität des Chors zu erhöhen und mehr junge Menschen für den Chor zu begeistern.

## Partnerschaften
Seit 2006 pflegt der Philharmonische Chor Bochum eine Partnerschaft mit dem Sheffield Philharmonic Chorus, mit dem er u. a. zusammen im Juni 2010 bei dem Konzert !Sing – Day of Song in der Veltins-Arena in Gelsenkirchen auftrat.

## Auszeichnungen
- 14. Mai 1961 – Zelter-Plakette, verliehen vom damaligen Bundespräsident als "Auszeichnung für die in langjährigem Wirken erworbenen Verdienste um die Pflege der Chormusik und des deutschen Volksliedes".[13][14]

## Dirigenten des Chors
- 1860–1872 – Heinrich Krüger, Klavier- und Gesangslehrer
- 1872–1888 – Eduard Kreuzhage, Leiter der Musikvereine Witten und Wetter
- 1888–1904 – Heinrich Krüger
- 1904–1922 – Arno Schütze, königlicher Musikdirektor[15] und gleichzeitiger Leiter mehrerer Musikgemeinschaften in Recklinghausen und Gelsenkirchen
- 1922–1924 – Rudolf Schulz-Dornburg, Städtischer Kapellmeister
- 1926–1938 – Leopold Reichwein, deutscher Dirigent
- 1938–1944 – Klaus Nettsträter, deutscher Dirigent
- 1945–1956 – Hermann Meißner, deutscher Dirigent
- 1956–1964 – Franz Paul Decker, deutscher Dirigent
- 1964–1970 – Yvon Baarspul, niederländischer Dirigent
- 1970–1982 – Othmar Mága, deutscher Dirigent
- 1982–1999 – ?
- 1999–2004 – Rasmus Baumann, deutscher Dirigent
- 2005–2013 – Harry Curtis, britischer Dirigent
- 2013–2017 – Susanne Blumenthal, deutsche Dirigentin
- 2017–2019 – John Lidfors US-amerikanischer Dirigent
- 2019–2023 – Magdalena Klein, Chorleiterin und Dirigentin
- seit der Spielzeit 2023/24 – Mateo Peñaloza Cecconi, Chorleiter und Dirigent[2]